# Società San Pio V
La Società di San Pio V (Societas Sacerdotalis Sancti Pii Quinti o SSPV) è una fraternità sacerdotale di matrice tradizionalista cattolica, fondata nel 1983 e con sede a Oyster Bay Cove, nello stato di New York. La SSPV ritiene che la maggior parte della gerarchia della Chiesa cattolica non aderisca più alla fede cattolica, ma professi invece una nuova religione, di tipo conciliare. Considerano irrisolta la questione sulla legittimità della gerarchia e la possibilità che la Santa Sede sia vacante (sedevacantismo).

## La fondazione della SSPV
La SSPV trae origine e sviluppo dalla più numerosa Fraternità sacerdotale San Pio X (FSSPX), l'organizzazione tradizionalista fondata dall'arcivescovo Marcel Lefebvre. Nel 1983, mons. Lefebvre espulse i nove sacerdoti del distretto nord-orientale della FSSPX, e ciò in parte a causa della loro opposizione alle sue istruzioni circa il fatto che la Santa Messa dovesse essere celebrata secondo l'edizione del 1962 del Messale Romano pubblicato da Giovanni XXIII. Ulteriori motivi di divergenza che diedero causa alla fuoriuscita furono i seguenti: l'ordine impartito da mons. Lefebvre ai sacerdoti della FSSPX di accettare i decreti di nullità del matrimonio canonico emessi dai tribunali ecclesiastici; l'accettazioni di nuovi membri nella FSSPX che avevano ricevuto il sacramento dell'Ordine secondo il rituale sacramentale promulgato da papa Paolo VI.
"I Nove" (così il gruppo di dissidenti fu soprannominato negli ambienti della FSSPX) furono contrariati di fronte all'imposizione di mons. Lefebvre del Messale del 1962, che essi ritenevano includesse già significative defezioni rispetto alle tradizioni liturgiche della Chiesa (ad esempio, l'aggiunta del nome di San Giuseppe nel Canone della Messa). Questa non fu comunque l'opinione né degli altri cattolici che ritenevano di seguire la Tradizione, né del Magistero, il quale ha modificato il Canone Romano a seguito della riforma liturgica intrapresa a seguito del Concilio Vaticano II. Motivo più radicale alla base della fuoriuscita era costituito dalla convinzione dei Nove circa il fatto che gli uomini che avevano regnato come pontefici dalla morte di papa Pio XII (1958) non fossero papi legittimi (Canone 1325, §2, del C.J.C. del 1917). Ritenevano che i detentori dell'ufficio papale avessero insegnato ufficialmente e/o accettato dottrine eretiche; quindi, sulla base del diritto canonico (Canone 188, §4, del C.J.C. del 1917), avevano perso, o non avevano mai occupato la Sede di Roma. Questa convinzione era altresì basata, in parte, su fattori statistici relativi al generale declino e sconvolgimento nella Chiesa cattolica a seguito del Concilio Vaticano II (1962-1965), specialmente in materia liturgica. Essi, al pari della Fraternità San Pio X, ritenevano che fosse portata avanti una nuova interpretazione della dottrina tradizionale della Chiesa su diverse questioni, quali, ad esempio, la libertà religiosa. Nessuno di questi mutamenti dottrinali, a loro modo di vedere, sarebbe stato tollerato sotto la supervisione di papi legittimi. Tuttavia non pochi, in particolare all'interno della gerarchia, evidenziarono che gli insegnamenti del post-concilio su argomenti quali la libertà religiosa costituivano gli sviluppi necessari di quelle dottrine insegnate da sempre dalla Chiesa; essi ricordarono che la produzione (e susseguente interpretazione) dei documenti durante il Concilio Vaticano II era guidata dallo Spirito Santo ed era, quindi, priva di errore.
Uno dei Nove, don Daniel Dolan, ammise che, quantunque fosse membro della FSSPX, non avrebbe incluso il nome del papa nel Canone della Santa Messa, in quanto era giunto alla conclusione che la Sede petrina fosse vacante (teoria nota come sedevacantismo).
"I Nove" eressero dunque una nuova Fraternità sacerdotale sorta la guida di don Clarence Kelly, loro ex superiore distrettuale. Gli altri otto presbiteri erano don Thomas Zapp, don Donald Sanborn, don Anthony Cekada, don Daniel Dolan, don William Jenkins, don Eugene Berry, don Joseph Collins e don Martin Skierka. Altri preti si unirono di lì a breve.

## Defezioni
Nel giro di pochi anni, circa la metà dei nove originari sacerdoti della SSPV si separarono da don Kelly. La maggior parte di essi formarono un gruppo aperto sedevacantista, noto come "Catholic Restoration" ("Restaurazione Cattolica"), sotto la guida di don Daniel Dolan e don Donald Sanborn, che furono consacrati vescovi secondo la linea episcopale dell'arcivescovo vietnamita Thục. "Catholic Restoration", che ha sede nella grande chiesa del vescovo Dolan di West Chester, nell'Ohio, opera ora fianco a fianco ad un altro gruppo sedevacantista, la Congregazione di Maria Regina Immacolata (CMRI).
Gli altri sedevacantisti fondarono gruppi indipendenti.

## Ordini episcopali
Nel 1983 il vescovo ottantaseienne Alfredo Méndez González, C.S.C., che fino alle sue dimissioni nel 1974 era stato vescovo di Arecibo, consacrò don Clarence Kelly vescovo (a pena di scomunica per entrambi a norma del diritto canonico). L'ordinazione non fu comunicata al pubblico se non pochi giorni dopo la morte del vescovo Méndez nel 1995..
Inizialmente, dal 1995 al 1997, Dolan e Sanborn dubitarono sia sulla validità sia sulla liceità canonica del ministero sacramentale della SSPV. In seguito convennero nel riconoscere la validità del ministero dei rimanenti presbiteri della SSPV.
Mercoledì 28 febbraio 2007, ad Oyster Cove, nello stato di New York, mons. Clarence Kelly ordinò vescovo don Joseph Santay, SSPV.

## La SSPV nel XXI secolo
La SSPV conta cinque priorati e i suoi sacerdoti operano in una rete di cappelle e chiese in diverse parti degli Stati Uniti e del Canada.
La SSPV è collegata con una congregazione di suore, le Figlie di Maria, Madre del Nostro Salvatore, congregazione fondata da don Kelly nel 1984. La casa madre e il noviziato della Congregazione si trovano nell'area di Catskill, nello stato di New York. Ha a sua disposizione altre due case negli Stati Uniti. La madre generale è Mary Bosco. Le suore gestiscono scuole presso le loro case, salvo la casa madre, e sono altresì coinvolte in altri tipi di servizi caritativi.
La SSPV ha un seminario, anch'esso con sede presso l'area di Catskill, sotto la direzione del vescovo Santay; i suoi seminaristi sono ordinati o dal vescovo Kelly o dal vescovo Santay. Dal 2006 ne sono stati ordinati sacerdoti quattro. Un altro è stato ordinato il 3 settembre 2008.